# The Astronaut Farmer
The Astronaut Farmer è un film statunitense del 2006 diretto da Michael Polish.

## Trama
L'astronauta della NSA Charles Farmer, che da anni ha lasciato la sua carriera di astronauta per occuparsi della fattoria di famiglia, non ha mai rinunciato il suo sogno di tornare nello spazio.